# Sac de gemecs

El sac de/dels gemecs —que també rep altres noms com buna (a Andorra), bot (al Pallars, Ribagorça i Aran), xeremies (a Mallorca), coixinera, gaita o botella— és la cornamusa pròpia de Catalunya. És un instrument aeròfon que consta d'un bot o sac que s'infla amb el bufador, tres bordons i un grall. El so és produït per llengüetes de canya. Com totes les cornamuses, el sac de gemecs acumula l'aire en el bot, en aquest cas una pell generalment de cabrida sencera girada cap a dins, característica molt comuna a l'Europa oriental, on també s'utilitzen altres tipus de pell.

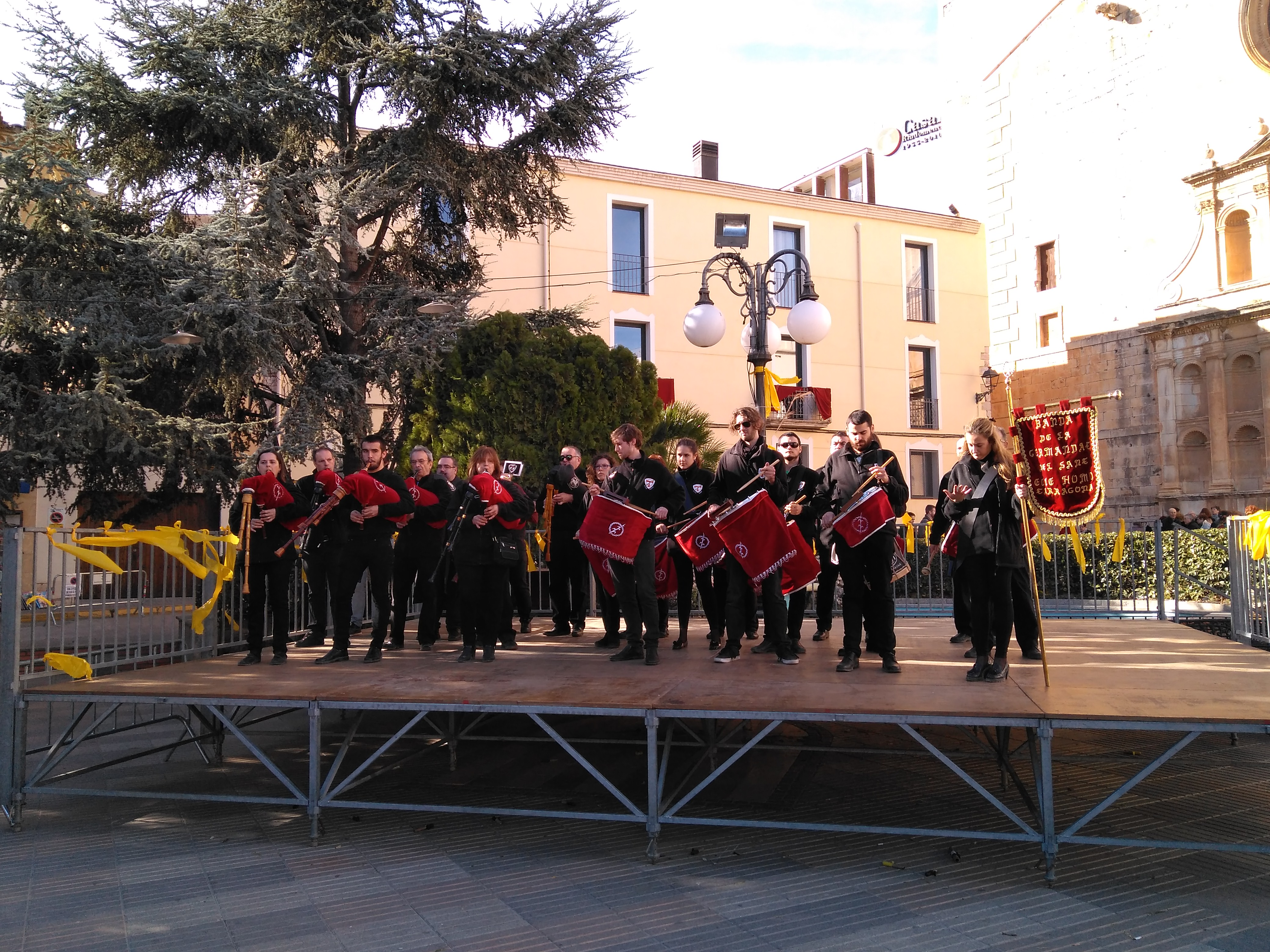
Banda de sacaires i timbals durant la trobada de sacaires que es fa a Riudoms per la festa major de Sant Sebastià

A Catalunya, la persona que toca aquest instrument s'anomena sacaire o cornamusaire. A Andorra es diu buner i a Mallorca xeremier.
El sacaire sol sonar acompanyat del flabiolaire o flabioler que toca el flabiol i el tamborí, formació coneguda com a mitja cobla a Catalunya o colla de xeremiers a Mallorca. En el cas que hi hagi un tercer instrument, aquest últim de llengüeta doble com podria ser la xeremia o la tarota, la formació s'anomena cobla de tres quartans. També acostuma a aparèixer en moltes formacions folk, en aquest cas en formacions molt més diverses.

## Morfologia
Tots els sacs de gemecs actualment presenten els elements següents: 
- Sac: També es pot anomenar bot. És una bossa feta de pell de cabra, o també de xai, que es gira —com les botes de vi— i que serveix de reserva d'aire. Del cabrit es cusen les potes del darrere amb un cordill (per exemple, cànem amb cera i pega), mentre que les potes del davant resten obertes per fixar-hi el grall i el bufador, i el coll serveix per subjectar el braguer. Alguns sacs poden portar un vestit per sobre, per protegir la pell de les inclemències del temps i de rascades, que solia ser vermell o verd. També poden portar altres tipus de guarniments, com per exemple escuts d'armes brodats (als segles xiii i xiv).[1][2]
- Bufador: És el tub d'entrada d'aire del sac. Està fet de fusta i conté una vàlvula de pell a l'extrem, que fa que l'aire es mogui en una sola direcció.[1]
- Grall: És un dels tubs de sortida de l'aire del sac i està fet de fusta. La seva funció és fer la melodia. Es pot considerar que té un interior cònic, amb 7 forats a la part de davant i 1 a la part del darrere per fer variar la columna d'aire i aconseguir diferents notes. La tessitura més habitual del grall és restringida a una octava més una sensible inferior (del si₃ al do₅).[1][2]
- Bordó: També es pot anomenar buna, ronc, cama o trompa. És un dels tubs de sortida de l'aire del sac i està fet de fusta. A diferència del grall, el bordó només fa una nota, que s'emet constantment tot fent de baix continu. Es pot considerar que té un interior cilíndric, amb tendència a engrandir-se a la sortida. Un sac de gemecs té tres bordons, cadascun amb una llargada diferent. El bordó més llarg dona dues octaves inferiors a la tònica del grall, el bordó mitjà dona la quinta del primer bordó, i el més curt una octava inferior al grall. Antigament dels bordons podien penjar-ne penons.[1][2]
- Inxa: És l'encarregada de produir el so i es troba a l'inici de cadascun dels tubs de sortida d'aire. En el cas dels bordons, són de canya simple i n'hi ha una per a cada tub. En el cas del grall, són de canya doble.[1]
- Nou: És una peça de fusta que es fixa a les obertures de les potes davanteres del sac, per poder-hi unir el bufador i el grall.[1]
- Braguer: També es pot anomenar pinya. És una peça de fusta que es fixa a l'obertura del coll del sac, per poder encaixar-hi els tres bordons.[1]

Les peces de fusta són tornejades. S'utilitzen tant fustes exòtiques, com el banús, el granadilla, la bubinga i el cocobolo, com fustes autòctones, com el boix, el cirerer i l'ametller. Tradicionalment la fusta més utilitzada era la de ginjoler. Les mides, la forma i l'ornamentació de les peces canvien segons cada lutier. En alguns casos les peces són reproduccions d'antigues cornamuses catalanes, tot i que també es poden trobar peces copiades de gaites gallegues.

## Història

### Orígens
És difícil determinar-ne l'origen, ja que gairebé no ha deixat rastre, però es creu que fou un instrument romà (llavors dit tibia utricularis) que va ser escampat per tot l'imperi tant a d'Orient com d'Occident i va evolucionar a moltes formes locals. Tanmateix, tret d'alguna iconografia grega dubtosa, les primeres referències realment clares en capitells i dibuixos són de l'edat mitjana, però massa distants (península Ibèrica i Turquia, per exemple) per pensar que hagin sorgit i s'hagin escampat en tan poc de temps.

### Edat mitjana

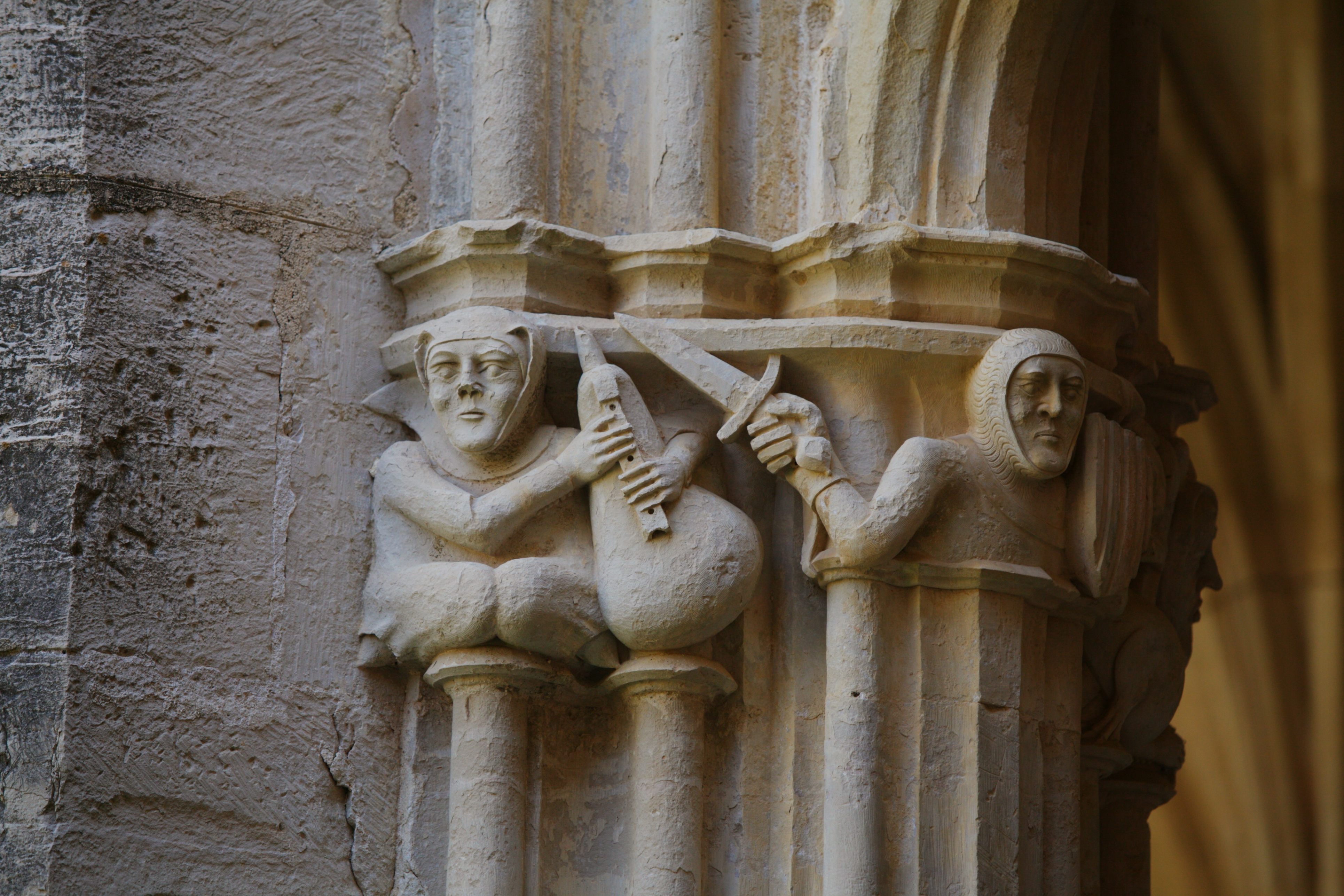
Capitell del claustre major gòtic del monestir de Santes Creus.

Les primeres aparicions de l'instrument van lligades a joglars que interpretaven per la cort. La primera referència escrita sobre l'existència d'una cornamusa a Catalunya parla d'un músic anomenat Bernat Bufalodre que vivia a Barcelona sobre els anys 1119 i 1131. Al País Valencià la primera menció apareix l'any 1258, en unes festes dedicades a Sant Dionís. En aquest document es menciona literalment la paraula cornamusa per primera vegada als Països Catalans. A la Corona d'Aragó, els cornamusaires van anar guanyant molt prestigi, fins al punt d'arribar a crear-se el títol de cornamusaire del rei. A partir del regnat de Pere el Cerimoniós els documents que hi fan referència són cada vegada més nombrosos. El seu fill, Joan I, sentia una gran estima per l'instrument i encomanava ornaments per a les fundes del sac i els cordons dels bordons amb brodadures d'or i plata. El rei feia passar per la seva cort els millors cornamusaires de l'època, i durant la quaresma els enviava a Flandes a estudiar.
La cornamusa s'estén: dels joglars passa als pastors, i dels pastors a captaires i passavolants. Esdevé un instrument molt popular i és present als palaus, en balls populars i com a eina d'acompanyament dels pastors en els seus viatges. En aquest context de popularitat és normal que s'associés amb altres instruments: Al segle xiv es va començar a acompanyar amb tabals i flabiols, i va donar lloc a la formació que actualment coneixem com a mitja cobla. Més tard va aparèixer també la cobla de tres quartans. Les representacions escultòriques de les cornamuses d'aquella època tenen un bordó o cap. L'instrument va evolucionar poc, i això va fer que durant el segle xv les cornamuses s'anessin substituint a les corts per altres instruments més moderns. Es va mantenir, però, la seva presència per fer sonar balls populars.

### Segles XVI, XVII i XVIII
El Renaixement va suposar un canvi de paradigma musical, on els instruments de corda cada vegada guanyen més importància. A diferència de la cort francesa, que va protegir els instruments de vent integrant els oboès i la musette en les orquestres i mantenint-los dins el que es podria considerar música culta, a la península Ibèrica instruments com el sac i la tarota van desaparèixer completament de l'àmbit cortesà i van quedar emmarcats únicament en un context de manifestacions festives populars. La seva expansió pel territori es manté i es demostra per la gran quantitat de denominacions que té l'instrument. Al segle xviii el sac de gemecs és menystingut per l'Església amb la prohibició de fer sonar instruments populars dins dels temples.

### Decadència

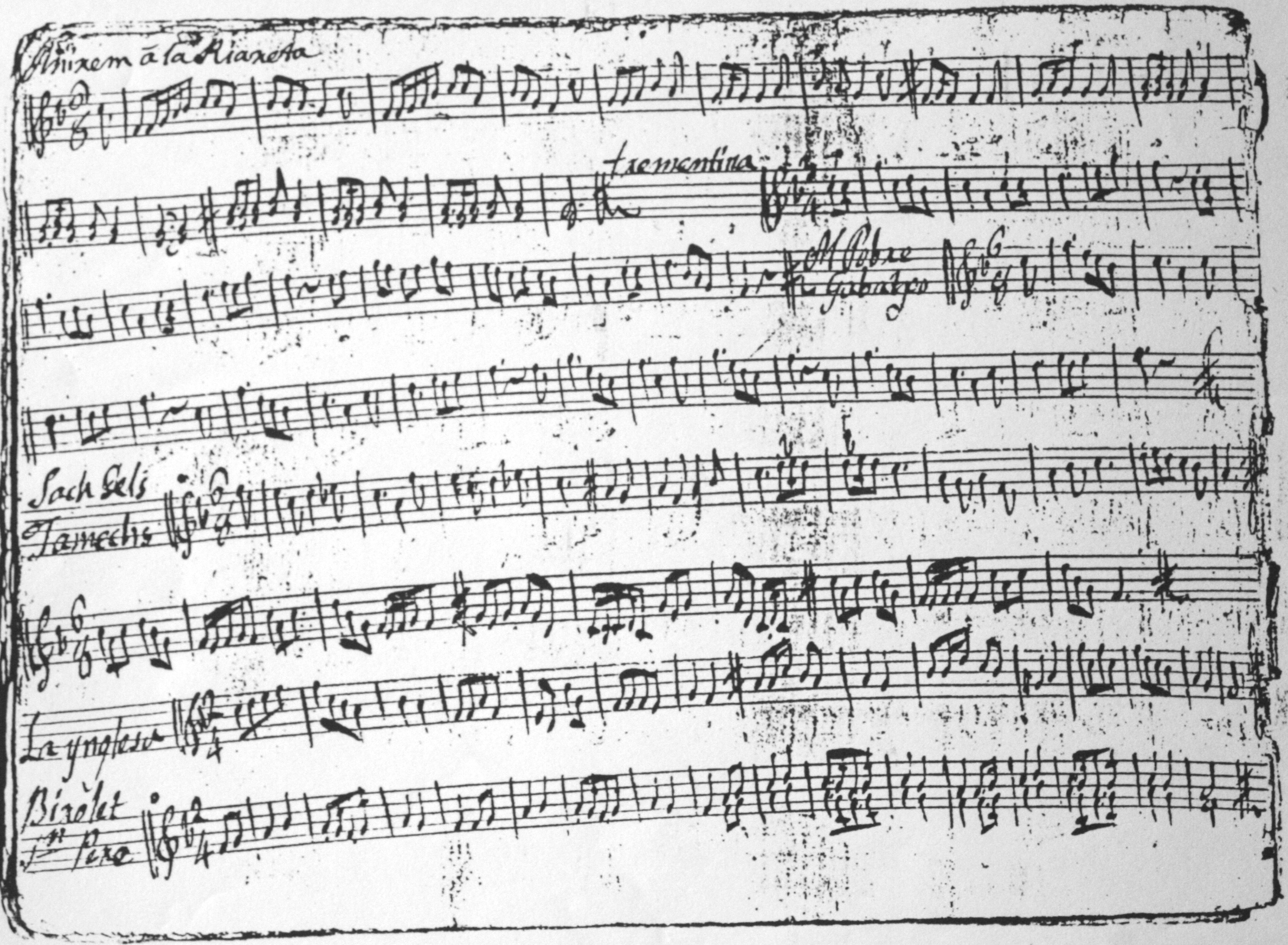
Una melodia pròpia de sac de gemecs (que aquí es titula Sach dels Jamechs), segons un quadern de llibertats d'orgue de ca. 1822, que es conserva a l'arxiu de la seu de Lleida

La Renaixença va impulsar la necessitat de modernitzar i perfeccionar la música i els instruments. El principal artífex d'aquesta idea va ser Pep Ventura. Ventura va modernitzar la tarota i va crear la formació actual de la cobla, en la qual es va prescindir del sac de gemecs. El principal motiu era la simplicitat de l'instrument: no podia fer més d'una octava i no es podia alterar pràcticament, amb la qual cosa va perdre la possibilitat de ser present en les formacions musicals modernes del país. A aquest fet cal sumar-hi l'aparició de nous instruments, com l'acordió diatònic. La industrialització i la transició a un model de societat cada vegada més influït per la burgesia i el franquisme va acabar de sentenciar un instrument que tenia un pes específic en els àmbits més rurals. Els esbarts van anar substituint l'acompanyament musical tradicional pel so de la cobla: la presència de la cornamusa va quedar reduïda a unes poques poblacions del país. La cobla de tres quartans caigué en l'oblit, i les últimes manifestacions de la cornamusa van ser en solitari o acompanyades de flabiol.

### Els darrers cornamusaires
A continuació, llistem els últims cornamusaires dels quals es té constància abans de la desaparició de l'instrument.

#### A la Catalunya Nord
- Carrere, Batan, de la Bastida.
- Moïse i Guizo, de Prada.
- Orliac, de Montlluís.
- Pounsot, de Bula d'Amunt.
- Parayre, Vidalou, de Corbera.
- En Paziols.

#### A Andorra
- El Buner de cal Gasteiro, d'Andorra la Vella.

#### Al Principat
- Ramon Martí, el Borregaire, d'Olivella.
- En Jaume Petit i Milà, de Begues.
- En Josep Badell, el Viu, de Begues.
- L'Orià, de Santa Fe del Penedès.
- En Jaume Pagès, del Pla del Penedès.
- Francesc Esteva, en Cols de les Casetes, de Sant Sadurní d'Anoia.
- Anton Mollfulleda, Perissó, de Santa Susanna.
- Francesc Pasqual, El Tons, de Begues.
- Joan Ardèvol, de Tragó de Noguera.

A finals de l'any 1932, l'Orfeó Català va acollir una exposició iconogràfica de la Cornamusa. S'hi mostraven diferents reproduccions de taules, pintures, miniatures, relleus i figures de diferents moments de la història i diferents punts d'Europa que tenien relació amb la cornamusa. En motiu de l'exposició, Joan Amades presenta una xerrada sobre la cornamusa a Catalunya a la sala d'assaigs de l'Orfeó Català l'11 de novembre de 1932. Va comptar amb la presència de Francesc Pasqual al sac i Joan Pascual al flabiol.
La crònica de la vetllada descriu la seva actuació:
| « | D’aquesta mínima cobla en resta encara a Catalunya un exemplar. La constitueixen Joan Pascual i Pascual […] i Francesc Pasqual i Grau […] els dos veïns de Begues. La seva presència a l'acte de la conferència ens va permetre d’escoltar algunes tonades de ballet molt típiques, d’un caràcter rústec que la desafinació dels dos instruments de vent feia més agut encara. | » |

La parella va tocar plegats fins a l'any 1954 per acompanyar el ball de jovençans de Begues, tot i que anteriorment havien actuat al Garraf i el Baix Llobregat. Francesc Pasqual també actuà en solitari Sitges per acompanyar el ball de cercolets. A partir dels anys quaranta, però, va desmuntar el sac i només tocava amb el grall. Amb la mort de Francesc Pasqual, el 1965, i de Joan Ardèvol, el 1982, es perdia la darrera generació de cornamusaires catalans. La major part dels seus instruments no es va arribar a conservar, així com moltes de les músiques que tocaven amb ells.

### Recuperació[6]

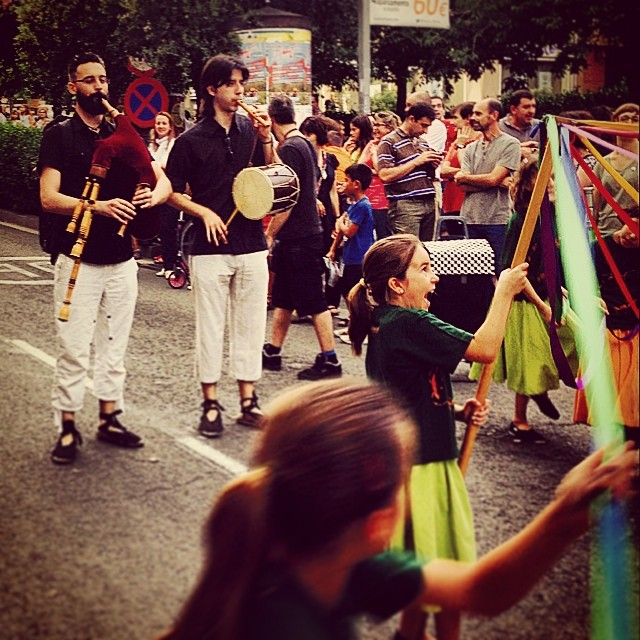
Mitja Cobla tocant per un ball de cintes a Sant Cugat del Vallès.

A la dècada dels vuitanta diversos músics i lutiers van decidir recuperar la sonoritat del sac de gemecs. Els primers constructors dels nous sacs van ser Xavier Orriols, que en va copiar un d'antic trobat intacte en una masia al Maresme, i Jordi Tomàs, que el va construir a partir d'un model de la Catalunya Nord del segle xix conservat en un museu a Leipzig. Tots dos sacs es van construir l'any 1983. El 13 d'agost d'aquell any el mateix Jordi Tomàs, juntament amb el seu company Xavier Bayer —ambdós del grup vilafranquí Els Vernets— van oferir un concert al Claustre de la Trinitat de Vilafranca del Penedès. Era el primer cop que sonava a la ciutat després de mig segle.
A partir d'aleshores, Xavier Bayer, Albert Macaya, Biel Ferrer i Simó Busquets es van encarregar de tornar a fer-lo sonar, en solitari i amb el flabiol i tamborí. Aviat apareixen les primeres formacions musicals amb sac de gemecs, com la Cobla Manxaire i Els Cosins del Sac. Actualment es pot considerar que el sac és un instrument minoritari, però ha aconseguit encaixar en diferents formacions i diversos àmbits musicals. Actualment l'ensenyament està mínimament regularitzat. Encara és present una tendència cap a l'aprenentatge autodidacta, però el nombre d'escoles que ofereixen formació del sac de gemecs ha anat en augment.
A Mallorca, l'aïllament geogràfic va mantenir vives les formacions de xeremiers al llarg de la història, però no hi va haver contacte amb el Principat per agafar les xeremies de model per a la recuperació del sac de gemecs.
Els sacaires actualment tenen diverses cites al llarg de l'any en què es troben: el veterà Cornamusam Festival Internacional de la Cornamusa d'Olot (del 1991), el Firasac a Vilanova i la Geltrú o la Trobada de Sacaires de Riudoms.

## Denominacions
Actualment la denominació més estesa de la cornamusa catalana és sac de gemecs, però arreu de Catalunya i al llarg de la història s'han documentat moltes denominacions diferents per a l'instrument. Cornamusa és el mot amb què es troba mencionat l'instrument a Catalunya de manera gairebé exclusiva durant tota l'edat mitjana i es mantingué posteriorment en un nivell més culte (corts reials) i sobretot a Barcelona i València.
En aquella època també es documenta el nom cabreta l'any 1325 a Tàrrega. L'origen d'aquesta denominació va molt lligada a la morfologia de l'instrument, tot i que no n'és l'únic exemple. També podem trobar cames d'ovella, usada a la Catalunya Nord, borrec i borrega o manxa borrega al Penedès, on es recull l'expressió «esbufegar com una manxa borrega» quan algú va molt atrafegat.
Pel que fa al nom sac de gemecs, ja es troba, entre d'altres, en quaderns d'organista del segle xviii (en realitat, hi apareix sac dels gemecs). La forma de sac ha estat l'origen de molts noms, ja des de l'origen de l'instrument. Amb Bernat Bufalodre tenim el primer mot, ja al segle xii. Odre és un sinònim de bota, així que bufar l'odre és una referència a l'acció de posar aire dins un sac. A la Ribagorça, l'Urgell, el Rosselló, el Pallars o la Vall d'Aran trobem bot, boto, botella o botet, així com bot de la gaita o gaita de boto. A la Cerdanya i el Conflent també trobem bot de les nines. Les ornamentacions del sac, que fan que sembli un coixí, també són l'origen de borrassa o borrassa d'en Paziols, a la Catalunya Nord, o coixinera a l'Empordà, la Selva i el Maresme. El fet que la funda del sac normalment fos verda també ha fet aparèixer els noms criatura verda, mossa verda, noia verda o Marieta verda —al Lluçanès. Les denominacions que fan referència a criatures podrien tenir relació amb la manera com es subjecta l'instrument, que és similar a com s'agafaria un nen. De fet, Marieta no és l'únic nom de noia que s'associa al sac de gemecs: també s'ha recollit Caterineta i Margarideta a Osona i el Ripollès. D'aquí podria provenir l'expressió "estar encaterinat", per quan algú està embriagat o seduït per alguna cosa.
La unió del sac amb els bordons dona lloc a una altra denominació: el sac de les aspres, també provinent del Lluçanès i el Barcelonès. Quant als bordons en si, el seu so continu seria l'origen de buna, el nom amb què es coneix més popularment a Andorra i la Vall d'Aran i que prové del verb bunir, que s'usa per designar el so dels insectes voladors o el xiular de les orelles, o de bunó, el forat que es feia en una bota de pell per poder posar i treure líquid. Aquells a qui els agrada aquest so diuen que són gemecs de plaer, però les expressions populars entorn del nom més aviat demostren el contrari: en són exemples «semblar un sac de gemecs» quan algú rondina o «tenir la panxa com un sac de gemecs» quan s'està en dejú i els budells sonen. Un origen similar també el podem trobar en la paraula ploranera, usada històricament al Pallars i a Andorra, o bot dels gemecs, usada al Segrià.
En molts casos també s'ha manllevat el terme gaita, que prové del galaicoportuguès però s'utilitza a tota Castella. Gaita, però, és un nom que designa múltiples instruments d'origen pastorívol, com una flauta, una dolçaina o qualsevol altre instrument de vent similar.

## Afinació i temperament
A partir dels gralls antics conservats, cada un de mides i construcció clarament diferents, es pot presumir una afinació gens estandarditzada, així com un temperament musical que va anar canviant al llarg dels segles. Les tonalitats més usuals, mesurades en un diapasó actual a la 440 són; do al Principat de Catalunya, si a la Catalunya Nord (actualment en desús a favor del do), i do# a Mallorca. Les tonalitats poc comunes de la Catalunya nord i Mallorca es deuen a una mala interpretació actual de la seva afinació, la qual originalment estava a la 415 i, per tant, a gairebé mig to per sota de diferència respecte del la 440. D'aquesta manera el si és en realitat un do, i el do# un re a la 415. A banda de les afinacions tradicionals, en l'actualitat hom pot trobar gralls en sol, si♭, re, i alguns constructors han desenvolupat gralls en do greu (una octava més baixa que els tradicionals).
El grall acostuma a tenir almenys 8 forats digitables (en alguns casos moderns fins a 9 tot afegint un forat pel dit polze de la mà dreta, per a poder executar un do# o un mi♭ segons qui n'és el constructor), i de 2 a 3 forats inferiors, no digitables, anomenats «vents», per una qüestió d'afinació. La majoria dels gralls antics conservats acostumen a tenir també un forat gairebé simètric al del si inferior, el qual no és digitable i complia una funció purament d'afinació. Acostumava a estar completament tapat amb cera i s'obria més o menys per tal d'equilibrar l'afinació del do greu. Malgrat ser un forat simètric al del si, no es tractava doncs d'un forat pensat per poder-lo digitar en cas que el cornamusaire fos esquerrà.
L'escala dels sacs de gemecs acostuma a ser major i en temperament mesotònic. En l'actualitat els gralls són gairebé cromàtics i sense claus, per tant, els cromatismes són executats amb digitacions creuades o bé tapant mitjos forats. La tessitura acostuma a tenir almenys un àmbit de novena (una octava i una nota) i en funció de com està construït l'instrument, de com l'intèrpret hagi preparat les inxes i la seva perícia tocant, aquest àmbit pot augmentar considerablement sense poder establir encara un límit. Tanmateix, la major part del repertori tradicional s'emmarca dintre d'aquest àmbit de novena, fet que el fa amè de tocar per a gairebé tothom.
Els bordons tenen la funció de fer un acompanyament pedal constant i funcionen amb canya simple. El bordó llarg sona la tònica de l'instrument, el bordó mitjà sona una quinta per sobre i el bordó petit sona a una octava per damunt del bordó llarg i a una octava per sota de la tònica del grall. Entre ells estan afinats en temperament pitagòric, en tractar-se d'una afinació matemàtica cada bordó reforça els harmònics de l'anterior conferint-li un so més ample i profund. En l'actualitat tot i ser comú l'ús dels tres bordons, en cap dels instruments antics conservats el bordó petit estava preparat per a sonar. Aquesta disposició de tònica-quinta-tònica no és exclusiu del sac de gemecs i es troba a nombroses cornamuses d'altres indrets.

## El sac de gemecs en l'actualitat
Els sacs actuals han progressat des de les formes dels diversos exemplars trobats (gens sistemàtics en llurs característiques) fins a arribar a diverses propostes actuals, no sols pel que fa a la millora dels seus components sinó també pel que fa a la seva morfologia; tot i que no respecta la morfologia definida a partir del segle xiv i que és la que ens ha arribat per tradició, aquest tipus de sac gaudeix d'avantatges que el tradicional no té, com una posició més còmoda en l'execució del grall i en la manera de pressionar el bot. Si hom vol tocar només el repertori tradicional català, el sac tradicional és el més adequat, però si el sonador pretén tocar repertori d'altres indrets o bé composicions més modernes, el sac de model lateral o «d'escenari» obre un ampli ventall de possibilitats. Deixant de banda les disquisicions estèrils que hi ha entre els sonadors de sac de gemecs respecte a la morfologia, cada músic tria el sac en funció del repertori que ha de tocar.
Lluny de la gaita MIDI d'Hevia, el sac també està incorporant innovacions. Els sacs més innovadors que existeixen, per exemple, són els que tenen el bot sintètic (Gore-Tex), que expulsa la humitat, pesa menys, no requereix manteniment i es pot arreglar en cas de foradar-se.
També existeixen inxes de bordó metàl·liques. Si bé tenen el so lleugerament metàl·lic, en comparació amb les de canya, en augmentar la pressió (com per fer sonar el grall o fer les octaves altes), són molt més estables a la pressió i a les condicions atmosfèriques.
Una altra innovació és el polipenc, un material sintètic que emula les fustes denses com el granadillo, que ja empren els escocesos. També d'aquests existeix la vàlvula del bufador Mc. Valve. Fins ara, els lutiers hi posaven una làmina de cuir. Aquesta nova vàlvula impedeix molt millor la sortida d'aire i, per tant, el cansament del sacaire. Hi ha innovacions constants: claus de pas de l'aire, canvis de notes en els bordons, juntes sintètiques i tòriques, forat de do#₄.